# Carlstadt (Düsseldorf)
Carlstadt, Düsseldorf-Carlstadt (do 2005 Karlstadt) — dzielnica miasta Düsseldorf w Niemczech, w okręgu administracyjnym 1, w kraju związkowym Nadrenia Północna-Westfalia, w rejencji Düsseldorf.  